# Élections sénatoriales de 1952 dans la Somme
 (février 2020).
Si vous disposez d'ouvrages ou d'articles de référence ou si vous connaissez des sites web de qualité traitant du thème abordé ici, merci de compléter l'article en donnant les références utiles à sa vérifiabilité et en les liant à la section « Notes et références ».
Les élections sénatoriales dans la Somme ont eu lieu le dimanche 18 mai 1952. Elles ont eu pour but d'élire les sénateurs représentant le département au Conseil de la République pour un mandat de six années.

## Contexte départemental
Lors des élections sénatoriales du 7 novembre 1948 dans la Somme, trois conseillers de la République ont été élus, deux Radicaux et un RPF.
Depuis, les effectifs du collège électoral des grands électeurs ont été partiellement renouvelés, avec les élections législatives de 1951 et les élections cantonales de 1949 et 1951.

## Sénateurs sortants
|  | Identité           | Étiquette | Groupe | Autres mandats                         |
|  | ------------------ | --------- | ------ | -------------------------------------- |
|  | Omer Capelle       | CNIP      | CRARS  | Conseiller municipal de Villers-Faucon |
|  | Marcelle Delabie   | Rad.      | RGR-GD | Conseillère générale de Gamaches       |
|  | Jean Gilbert-Jules | Rad.      | RGR-GD | Conseiller général de Chaulnes         |

## Présentation des candidats[1]

### Parti communiste français
| N° | Candidats | Candidats         | Parti | Principales fonctions                                                 |
| -- | --------- | ----------------- | ----- | --------------------------------------------------------------------- |
| 01 |           | Augustin Dujardin | PCF   | Conseiller municipal d'Amiens, conseiller général d'Amiens-Nord-Ouest |
| 02 |           | Jean Martin       | PCF   | Maire de Saint-Ouen, conseiller général de Domart-en-Ponthieu         |
| 03 |           | Louis Fromond     | PCF   | Maire de Templeux-la-Fosse                                            |

### Section française de l'Internationale ouvrière
| N° | Candidats | Candidats         | Parti | Principales fonctions                                       |
| -- | --------- | ----------------- | ----- | ----------------------------------------------------------- |
| 01 |           | Camille Goret     | SFIO  | Conseiller général d'Amiens-Sud-Est                         |
| 02 |           | André Coël        | SFIO  | Maire et conseiller général de Roye                         |
| 03 |           | Édouard Delozière | SFIO  | Maire de Tours-en-Vimeu, conseiller général de Moyenneville |

### Rassemblement des gauches républicaines
| N° | Candidats | Candidats          | Parti | Principales fonctions                                    |
| -- | --------- | ------------------ | ----- | -------------------------------------------------------- |
| 01 |           | Omer Capelle       | CNIP  | Sénateur sortant, conseiller municipal de Villers-Faucon |
| 02 |           | Marcelle Delabie   | Rad.  | Sénateur sortant, conseillère générale de Gamaches       |
| 03 |           | Jean Gilbert-Jules | Rad.  | Sénateur sortant, conseiller général de Chaulnes         |

### Centre-droit
| N° | Candidats | Candidats                     | Parti | Principales fonctions         |
| -- | --------- | ----------------------------- | ----- | ----------------------------- |
| 03 |           | François de Clermont-Tonnerre | DVD   | Maire de Bertangles           |
| 02 |           | Charles Damay                 | MRP   | Conseiller général de Moreuil |

### Rassemblement du peuple français
| N° | Candidats | Candidats   | Parti | Principales fonctions                              |
| -- | --------- | ----------- | ----- | -------------------------------------------------- |
| 01 |           | Max Modeste | RPF   | Maire de Plachy-Buyon, conseiller général de Conty |
| 02 |           | M. Bernard  | RPF   |                                                    |
| 03 |           | M. Bouthors | RPF   |                                                    |

### Candidats isolés
| Candidats | Candidats     | Parti | Principales fonctions                |
| --------- | ------------- | ----- | ------------------------------------ |
|           | Henry Potez   | Rad.  | Maire et conseiller général d'Albert |
|           |               |       |                                      |
|           | Hubert Dubois | RI    |                                      |
|           |               |       |                                      |
|           | M. Labarrière | DVD   |                                      |

## Résultats
| Candidat et parti politique | Candidat et parti politique   | Candidat et parti politique | Premier tour | Premier tour | Deuxième tour | Deuxième tour |
| Candidat et parti politique | Candidat et parti politique   | Candidat et parti politique | Voix         | %            | Voix          | %             |
| --------------------------- | ----------------------------- | --------------------------- | ------------ | ------------ | ------------- | ------------- |
|                             | Omer Capelle                  | CNIP                        | 718          | 49,28        | 839           | 57,78         |
|                             | Marcelle Delabie              | Rad.                        | 713          | 48,94        | 828           | 57,02         |
|                             | Jean Gilbert-Jules            | Rad.                        | 685          | 47,01        | 792           | 54,55         |
|                             | Henry Potez                   | Rad.                        | 445          | 30,54        | 478           | 32,92         |
|                             | Camille Goret                 | SFIO                        | 419          | 28,76        | 415           | 28,58         |
|                             | André Coël                    | SFIO                        | 392          | 26,90        | 404           | 27,82         |
|                             | François de Clermont-Tonnerre | DVD                         | 139          | 9,54         |               |               |
|                             | Augustin Dujardin             | PCF                         | 133          | 9,13         | 124           | 8,54          |
|                             | Jean Martin                   | PCF                         | 132          | 9,06         | 123           | 8,47          |
|                             | Louis Fromond                 | PCF                         | 130          | 8,92         | 121           | 8,33          |
|                             | Charles Damay                 | MRP                         | 101          | 6,93         |               |               |
|                             | Max Modeste                   | RPF                         | 69           | 4,74         |               |               |
|                             | M. Bernard                    | RPF                         | 61           | 4,19         |               |               |
|                             | M. Bouthors                   | RPF                         | 56           | 3,84         |               |               |
|                             | Édouard Delozièree            | SFIO                        | 55           | 3,77         |               |               |
|                             | M. Labarrière                 | DVD                         | 17           | 1,67         |               |               |
|                             | Hubert Dubois                 | RI                          | 9            | 0,62         |               |               |
|                             |                               |                             |              |              |               |               |
| Inscrits                    | Inscrits                      | Inscrits                    | 1 465        | 100,00       | 1 465         | 100,00        |
| Abstention                  | Abstention                    | Abstention                  | 1            | 0,01         | 4             | 0,27          |
| Votants                     | Votants                       | Votants                     | 1 464        | 99,99        | 1 461         | 99,73         |
| Blancs ou nuls              | Blancs ou nuls                | Blancs ou nuls              | 7            | 0,48         | 9             | 0,62          |
| Exprimés                    | Exprimés                      | Exprimés                    | 1 457        | 99,52        | 1 452         | 99,38         |

## Sénateurs élus
|  | Identité           | Étiquette | Groupe | Autres mandats                         |
|  | ------------------ | --------- | ------ | -------------------------------------- |
|  | Omer Capelle       | CNIP      | CRARS  | Conseiller municipal de Villers-Faucon |
|  | Marcelle Delabie   | Rad.      | GD-RGR | Conseillère générale de Gamaches       |
|  | Jean Gilbert-Jules | Rad.      | GD-RGR | Conseiller général de Chaulnes         |